# ناوکی چیبا
ناوکی چیبا (انگلیسی: Naoki Chiba؛ زادهٔ ۲۴ ژوئیهٔ ۱۹۷۷) بازیکن فوتبال اهل ژاپن است.